# Palacio Montero
El Palacio Montero es un edificio ubicado en el barrio Centro de Montevideo (Uruguay). Construido en 1925, en el lado norte de la Plaza de Cagancha, por el arquitecto Alberto Trigo, es comúnmente conocido como Edificio Sorocabana debido al reconocido café homónimo que funcionó en su planta baja desde 1939.

## Historia

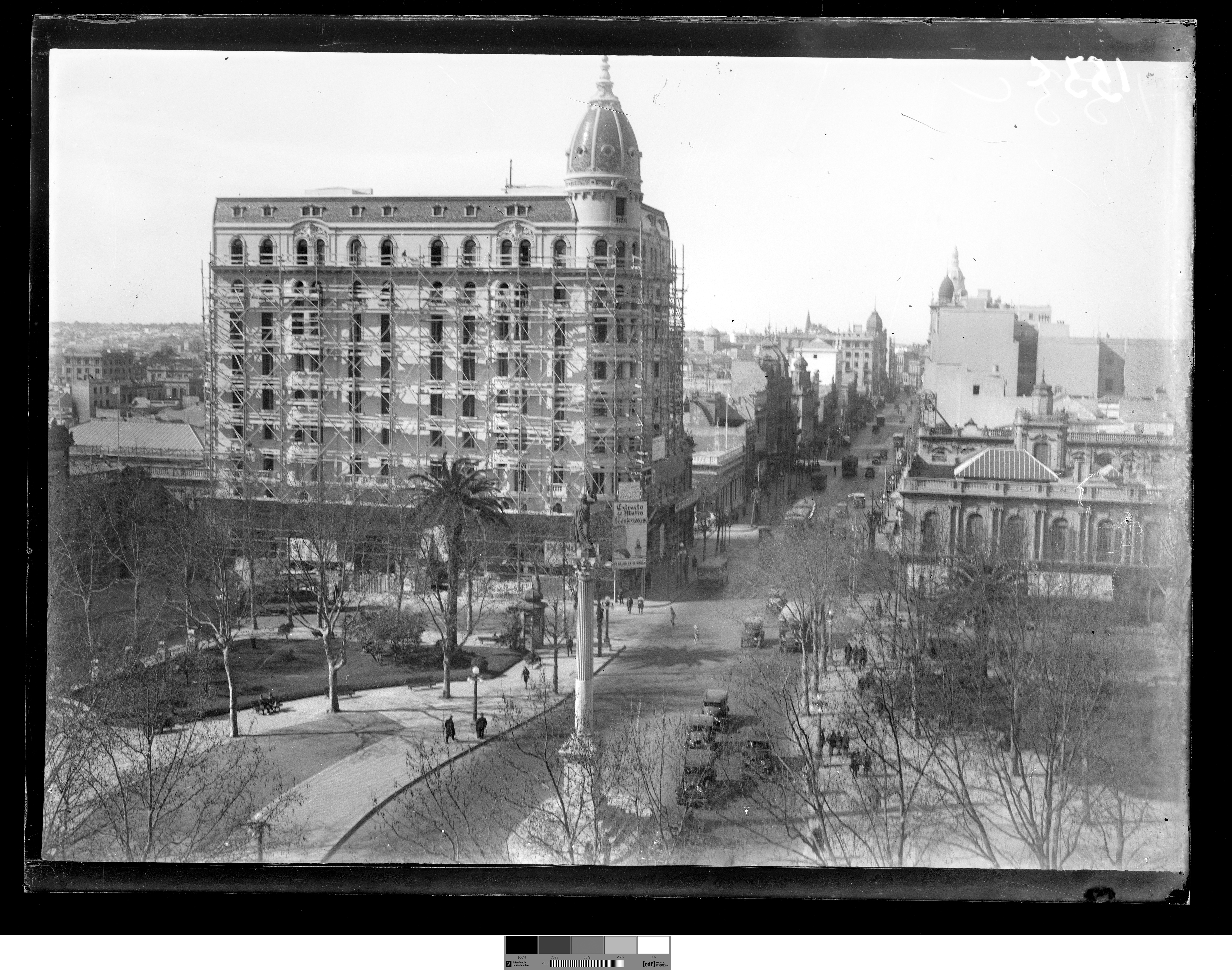
Palacio Montero durante su construcción, 1928

El Palacio Montero, diseñado por el arquitecto Alberto Trigo en un estilo ecléctico historicista, fue concebido para albergar viviendas. Su piedra fundacional fue colocada en 1925, y la construcción se extendió hasta fines de la década.
En septiembre de 1939, se inauguró en su planta baja el tradicional Café Sorocabana, que se convirtió en un punto de encuentro para intelectuales, políticos y periodistas, quienes participaban en tertulias y encuentros culturales.
En 1995 fue declarado Bien de Interés Departamental. En la actualidad alberga viviendas y oficinas, así como un local comercial en su planta baja.